# Hans Binder
Hans Binder, avstrijski dirkač Formule 1, * 12. junij 1948, Zell am Ziller, Innsbruck, Avstrija.

## Življenjepis
Debitiral je v sezoni 1976, ko je nastopil na dveh dirkah, toda obakrat odstopil. V naslednji sezoni 1977 je na dvanajstih dirkah ob petih odstopih kot najboljši rezultat sezone dosegel deveto mesto na dirki za Veliko nagrado Nizozemske. Zadnjič je v Formuli 1 nastopil na domači dirki za Veliko nagrado Avstrije v sezoni 1978, kjer se mu ni uspelo kvalificirati na dirko.

## Popolni rezultati Formule 1
(legenda) (odebeljene dirke pomenijo najboljši štartni položaj, poševne pa najhitrejši krog, †-uvrščen kljub odstopu)
| Leto | Moštvo             | Šasija        | Motor       | 1       | 2       | 3      | 4       | 5     | 6       | 7   | 8   | 9   | 10  | 11      | 12      | 13    | 14      | 15     | 16      | 17      | Prv | Toč |
| ---- | ------------------ | ------------- | ----------- | ------- | ------- | ------ | ------- | ----- | ------- | --- | --- | --- | --- | ------- | ------- | ----- | ------- | ------ | ------- | ------- | --- | --- |
| 1976 | Team Ensign        | Ensign N176   | Cosworth V8 | BRA     | JAR     | ZZDA   | ŠPA     | BEL   | MON     | ŠVE | FRA | VB  | NEM | AVT Ret | NIZ     | ITA   | KAN     | ZDA    |         |         | -   | 0   |
| 1976 | Walter Wolf Racing | Williams FW05 | Cosworth V8 |         |         |        |         |       |         |     |     |     |     |         |         |       |         |        | JAP Ret |         | -   | 0   |
| 1977 | Durex Team Surtees | Surtees TS19  | Cosworth V8 | ARG Ret | BRA Ret | JAR 11 | ZZDA 11 | ŠPA 9 | MON Ret | BEL | ŠVE | FRA | VB  | NEM     |         |       |         | ZDA 11 | KAN Ret | JAP Ret | -   | 0   |
| 1977 | ATS Racing Team    | Penske PC4    | Cosworth V8 |         |         |        |         |       |         |     |     |     |     |         | AVT 12  | NIZ 8 | ITA DNQ |        |         |         | -   | 0   |
| 1978 | ATS Racing Team    | ATS HS1       | Cosworth V8 | ARG     | BRA     | JAR    | ZZDA    | MON   | BEL     | ŠPA | ŠVE | FRA | VB  | NEM     | AVT DNQ | NIZ   | ITA     | ZDA    | KAN     |         | -   | 0   |